# Оппель, Владимир Владимирович
Владимир Владимирович Оппель (28 октября 1900—1962) — советский биохимик. Военврач 1-го ранга (1938), доктор медицинских наук (1935), профессор (1939).

## Биография
Родился в Берлине в 1900 году, где в это время находился в заграничной командировке В. А. Оппель со своей женой. Как и отец, В. В. Оппель посвятил свою жизнь медицине: ещё подростком Владимир ушёл в качестве санитара-добровольца на Первую мировую войну.
Выбор профессии Владимиром Владимировичем пришелся на сложное время окончания Первой мировой войны и революции в России. Возможно, дворянского сына уже бы и не приняли в другое высшее учебное заведение, кроме Военно-медицинской академии, где Оппель-старший был первым избранным президентом.

### Образование. Деятельность до ВОВ
В 1924 году В. В. Оппель окончил Военно-медицинскую академию и избрал своей специальностью биохимию (в то время её называли физиологической химией). Можно полагать, что определённую роль в этом сыграло то, что его отец придавал большое значение биохимическим исследованиям, в частности, в хирургии. После окончания аспирантуры В. В. Оппель отправился в двухлетнюю заграничную командировку для повышения квалификации врача и ученого в клиниках и университетах Европы.
С 1924 внештатный сотрудник, с 1929 по 1940 — преподаватель, с 1941 — старший преподаватель кафедры физиологической (биологической) химии ВМА (ныне кафедра клинической биохимии и лабораторной диагностики ВМедА).
В 1926-27 годах — заведующий лабораторией биохимии Научно-практического института охраны здоровья детей и подростков (позднее — НИИ детских инфекций).
В 1927-37 годах —  заведующий биохимическим отделением лаборатории и руководитель самостоятельного курса больницы имени И.И. Мечникова; руководитель группы в Всесоюзном витаминном институте НКПП (1931-41). Участник экспедиции на Эльбрус (1935-37). В 1937 г. В. В. Оппель был удостоен за свои труды первой премии имени И. П. Павлова и получил должность профессора кафедры биохимии Военно-медицинской академии. Он был одним из первых докторов медицинских наук советского времени. Тема докторской диссертации: «Специфически-динамическое действие сахаров».
Когда началась Советско-финляндская война, он, как и в прошлом его отец, не остался в стенах Академии, а отправился на фронт, где возглавил лабораторию по изучению травматического шока (1940).

### Деятельность после ВОВ
Участник обороны Ленинграда во время ВОВ.
Во время Великой Отечественной войны Военно-медицинская академия была эвакуирована в Самарканд. И именно в Самарканде в 1942 г., обвиненный из-за немецкого происхождения в прогерманских настроениях и связях с контрреволюционной организацией, В. В. Оппель был арестован. От арестованного немца по крови требовали дать показания на сослуживцев.
Он отказался, и его судили за выдуманные преступления и приговорили к расстрелу. Для карательной машины уроженец Берлина оставался этническим немцем и был классово чуждым элементом. В. В. Оппеля, пока его кассационная жалоба ходила по инстанциям, поместили в камеру смертников, где он 72 дня  ожидал то ли выполнения приговора, то ли его изменения. Каждую ночь раздавался лязг запоров и кого-нибудь уводили на расстрел. В результате он получил тяжелую гипертоническую болезнь.
Через два с лишним месяца, осенью 1942 г., В. В. Оппелю пришла замена приговора — 10 лет исправительно-трудовых лагерей. С 1943 по 1952 он работал на различных медицинских должностях в системе лагерей МВД. Глубокой осенью 1952 г. заключение закончилось: он освобождался, полностью отбыв срок за мнимые преступления. В. В. Оппель, однако, очень боялся самого момента освобождения, ожидая подвоха со стороны начальства. К счастью, все обошлось. Этапом его привезли в Караганду, где он и жил до 1954 г.
В Ленинград В. В. Оппель вернулся в 1955 г. полностью реабилитированным (1954), но с подорванным здоровьем. С 1956 по 1962 год он работал на кафедре военного труда и в ожоговом центре ВМедА (1960—1962), участвовал в создании и руководстве биохимических лабораторий в этих учреждениях и в Институте эволюционной физиологии АН СССР имени академика И. М. Сеченова (1956—1962).

## Научные исследования
Научные исследования В. В. Оппеля посвящены изучению всасывания фруктозы и её превращения в животном организме, биохимии мышечных белков, гемоглобина и его производных и др. Автор более 70 научных работ.
Член правления Ленинградского физиологического общества имени И. М. Сеченова (1942). Участвовал в организации и избран членом правления Ленинградского отделения Всезоюзного биохимического общества (1960), участник 5-го Международного биохимического конгресса (1961).

## Семья
Для его освобождения и отмены приговора много сделала его младшая сестра Варвара Владимировна (1902—1975) — известный ленинградский логопед, кандидат педагогических наук. В тяжёлые предвоенные и военные годы смогла сохранить кабинет и дневники своего отца. Занимала должность главного логопеда Ленинграда.
Варвара Владимировна приютила брата в своей комнате, так как за время его отсутствия квартира на Кирочной улице, где раньше жил его отец В. А. Оппель была превращена в коммунальную. Сестрам — Варваре и Елене Владимировне (1904—1971) — оставили по комнате. Попытка получить для Владимира Владимировича отдельную комнату окончилась неудачей. В письме, направленном в Ленинградский горком КПСС, Варвара Владимировна упоминает, что отказ горжилотдела обосновывался унизительным для неё аргументом: в 52 года она достаточно стара, чтобы не жить в одной комнате с мужчиной.

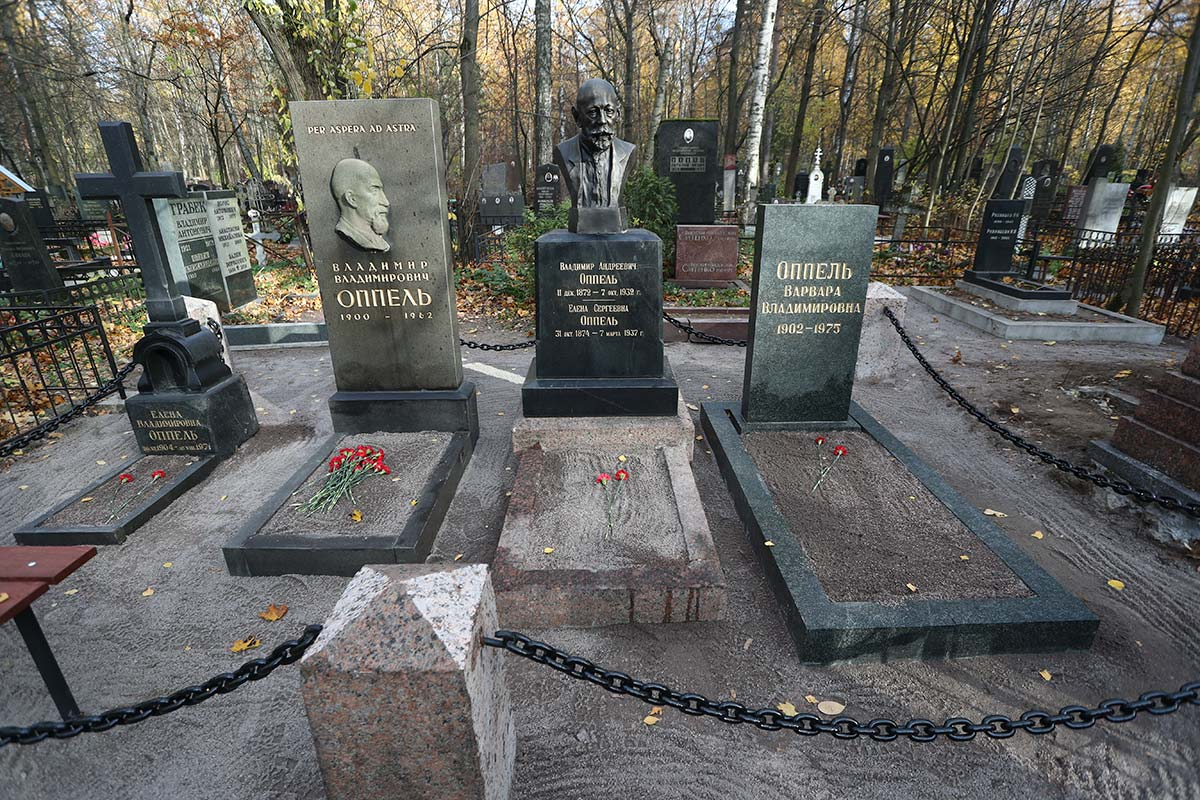
Могила Оппелей на Богословском кладбище

Умер В. В. Оппель в 1962 году. Его прах покоится на Богословском кладбище Санкт-Петербурга рядом с могилой родителей.

## Избранные труды
- Сочинения: К характеристике алиментарной гликемической кривой: Кривая после введения сахара дуоденальным зондом // Вестник хирургии. 1930. Т.19, кн. 57. С. 192—203 (в соавт. с Федоровым П. С.;
- О влиянии характера питания на состояние организма при пребывании в разреженной атмосфере. Л., 1940. 24 с. (в соавт. с Райко З. А.);
- Изучение низкомолекулярных продуктов пепсинного расщепления гемоглобина методом хроматографии на бумаге // Биохимия, 1958. Т.23, вып. 4. С. 574—583.

## Литературные источники
- Буравцов В. И. Владимир Андреевич Оппель / Санкт-Петербургская медицинская академия последипломного образования, 2005 год
- Строев Ю. И., Чурилов Л. П. Войны и династия врачей Оппелей — истинных патриотов России / Вестник СПбГУ. Сер.11.2014.Вып. 4 — С.230-249.
- Трубецкой А. В. Пути неисповедимы : (Воспоминания 1939—1955 гг.). — М. : Контур, 1997. — С.293-310.
- Оппель Владимир Владимирович. Заклеймённые властью. Международное историко-просветительское правозащитное и благотворительное общество «МЕМОРИАЛ».